# Zoološki vrt Palić
Zoološki vrt Palić je zoološki vrt pokraj jezera Palić, Subotica, Srbija. Osnovan je 1949. godine. U njemu živi 50 životinjskih vrsta u 450 primjeraka. Ima 40 nastambi i velik je 10 hektara.
Ideju da se osnuje ovaj zoološki vrt je dao ondašnji subotički gradonačelnik Marko Bačlija.

## Galerija
- Lav u palićkom zoološkom vrtu
- Majmun u palićkom zoološkom vrtu

## Vanjske poveznice
- Službena stranica  Arhivirana inačica izvorne stranice od 23. srpnja 2009. (Wayback Machine)